# Marina Baura
Julia Pérez (Santa María de Vilameá de Ramirás, Ramirás, Orense, Galicia, 1 de noviembre de 1941), conocida como Marina Baura, es una actriz española-venezolana que se dedicó al género de las telenovelas.

## Biografía
Teniendo 15 años de edad su familia se mudó a Venezuela. Comenzó su carrera artística a principio de los años 60 como modelo y estudió arte dramático con Paul Antillano. 
Se destacó en el programa El Show de Renny Ottolina donde integró el grupo de mujeres denominado "Las Chicas de Renny" que incluyeron personalidades como Mery Cortez, Rosario Prieto, María Gracia Bianchi, Ingrid Bolaw (más tarde Ingrid Garbo), Gudelia Castillo, Liduvina Ramírez, las gemelas Jeanette y Zayda García y Elizabeth Flores Gil. 
Su primer trabajo como actriz fue en la serie Casos y cosas de casa, más adelante trabajó en el programa La quinta de Simón. Su primer papel destacado fue en la telenovela Madres solteras (1965) y su primer protagónico en Lucecita (1967), ambas producidas por la cadena Venevisión.
Luego pasó a trabajar para la cadena RCTV, donde protagonizó durante los años 70 y principio de los 80 diversas telenovelas como Cristina (1970/Cristina), La usurpadora (1971/Alicia Estévez y Rosalba Bracho), La Italianita (1973/Rina Galeana de Zubizarreta), La Indomable (1974/María de la Cruz (Maricruz) Olivares "La Indomable"/ Morgana Falcón), Doña Bárbara (1975), Chao, Cristina (1983), entre otras. 
Marina se retiró de la actuación en el año 1983 cuando rescindió su contrato con RCTV. Posteriormente regresa en 1990 con la telenovela Emperatriz, escrita por el dramaturgo José Ignacio Cabrujas y realizada por la productora independiente Marte Televisión. 
En el año 2003 trabajó en la exitosa telenovela Cosita rica por la cadena Venevisión.
Tras una década retirada de la televisión, regresa en 2016 a la pantalla venezolana de la mano del escritor Martín Hahn en la miniserie Poseída.

## Filmografía
- Soltera y sin compromiso (2006) (Yolanda Maldonado)
- Cosita rica (2003) Tentación Luján (Venevisión-Telenovela)
- Emperatriz (1990) Emperatriz Jurado (Marte TV-Telenovela)
- La hora menguada (1984) Amelia (RCTV-Unitario)
- Muros de silencio (1983) (RCTV-Miniserie)
- Chao Cristina (telenovela) (1983) Cristina (RCTV-Telenovela)
- Gómez II (1981) (RCTV-Miniserie)
- Natalia de 8 a 9 (1980) Natalia (RCTV-Telenovela)
- Mabel Valdez, periodista (1979) Mabel Valdez (RCTV-Telenovela)
- La balandra Isabel llegó esta tarde (1978) (RCTV-Miniserie) Esperanza
- Arde María, Arde (1978) María (RCTV-Unitario)
- TV Confidencial (1977-1978) (RCTV-Telenovela)
- Silvia Rivas, divorciada (1977) Silvia Rivas (RCTV-Telenovela
- Resurrección (1976-1977) (RCTV-Telenovela)
- Sobre la misma tierra (1976) (RCTV-Miniserie) Cantaralia Barroso
- Canaima (1976) (RCTV-Miniserie) Aracelys Bellorín
- Valentina (1975-1976) Valentina Montiel/Sonia Gámez (RCTV-Telenovela)
- Doña Bárbara (1974-1975) Doña Bárbara (RCTV-Telenovela)
- La Italianita (1973-1974) Rina Galeana de Zubizarreta (RCTV-Telenovela)
- La indomable (1972-1973) María de la Cruz (Maricruz) Olivares/Morgan a Falcón(RCTV Telenovela)
- La usurpadora (1971-1972) Alicia Estévez y Rosalba Bracho (RCTV-Telenovela)
- La virgen ciega (1970) (RCTV-Telenovela)
- La viuda blanca (1970) (RCTV-Telenovela)
- Cristina (1970) Cristina (RCTV-Telenovela)
- Abandonada (1969) (Venevisión-Telenovela)
- Lisa, mi amor (1969) Lisa (Venevisión-Telenovela)
- El reportero (1968) (Venevisión-Telenovela)
- Rosario (1968) Rosario (Venevisión-Telenovela)
- La señorita Elena (1967) Elena (Venevisión-Telenovela)
- Lucecita (1967) Lucecita (Venevisión-Telenovela)
- Yo, el gobernador (1965) (Venevisión-Telenovela)
- Madres solteras (1965) (Venevisión-Telenovela)

## Película
- Bodas de papel (1979) “Dana, una pasión ardiente" con Valentín Trujillo 67. Coproducción México-Venezuela
- Más allá del Silencio (1985)

## Teatro
- Las criadas